# Азербайджан (область)

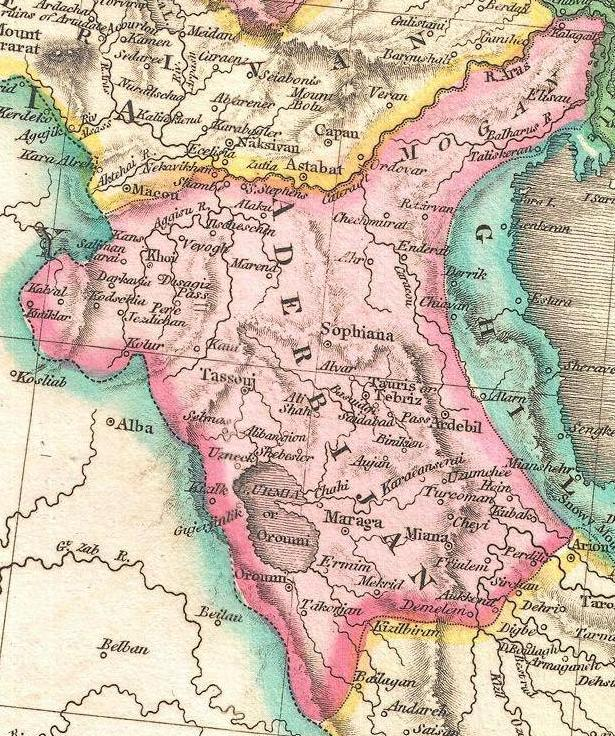
Область «Азербайджан» (Aderbaijan) на карте Джона Пинкертона

Азербайджа́н — географическая и историческая область в Западной Азии. Сегодня территория области Азербайджан, в основном, расположена на территории Ирана (Иранский Азербайджан). Занимает также юго-восточную часть территории Азербайджанской Республики. До провозглашения в мае 1918 года Азербайджанской Демократической Республики, на территориях Восточного и Южного Закавказья под Азербайджаном понималась, прежде всего, территория к востоку от озера Урмия и до Каспийского моря, к югу от реки Аракс, некогда занимаемая Атропатеной.

## История

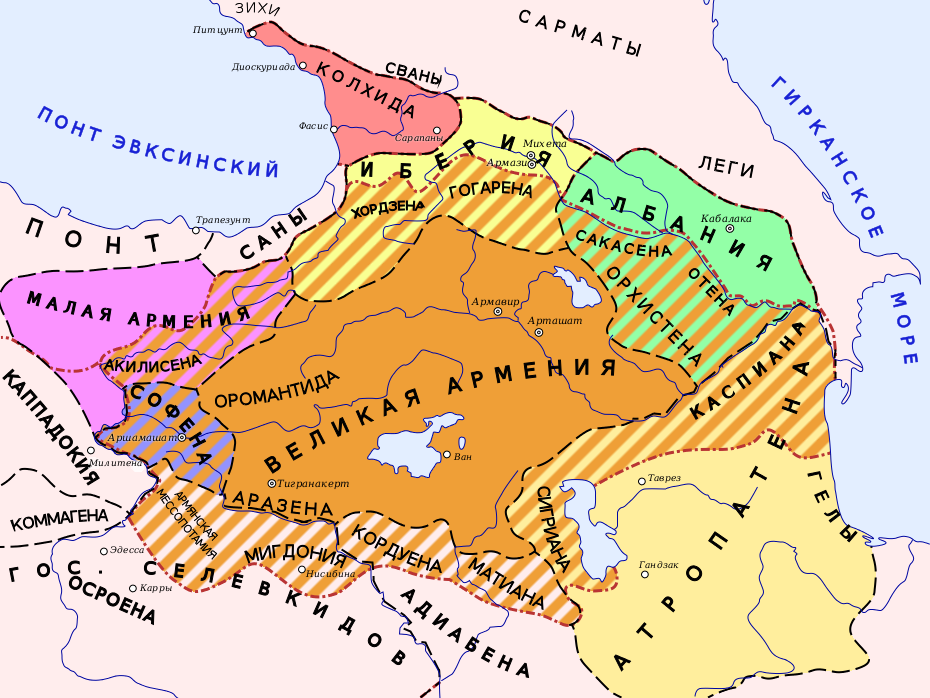
Атропатена во II—I веках до н. э. Заштрихованы земли, отошедшие к Великой Армении во II веке до н. э.

В VII в. до н. э. территории области Азербайджан завоёвываются мидийцами и иранизируются. В составе Мидии и позднее Ахеменидской империи эта территория часто именовалась Малой Мидией. В начале IV в. до н. э., после падения Ахеменидской империи и нашествия Александра Македонского, в северной часть Мидии было создано независимое царство Мидия Атропатена (перс. Мад-и-Атурпаткан, Мидия Атропатова) или просто Атропатена, где царствовал последний ахеменидский сатрап Мидии, Атропат (Атурпатак).
В начале II века до н. э. правобережье реки Аракс и западный берег озера Урмия (северные и западные регионы Атропатены) отошли к Великой Армении, и оставались в её составе почти шесть столетий вплоть до 387 года. Вслед за этим, Атропатена попадает в зависимость от Парфянского царства. В начале 80-х годов до н. э. армянский царь Тигран II Великий (95—55 до н. э.) побеждает парфян и присоединяет к Великой Армении всю Атропатену, которая остаётся в составе Армении в течение последующих двух десятилетий. Тигран II был вынужден отказаться от завоеванных им территорий после поражения от Рима в 66 году до н. э.
В начале нашей эры династия Атропата пресеклась, и Атропатена вошла в состав сначала Парфянского царства, а затем, с 224 года н. э., пришедшей ему на смену Сасанидской империи, причём царем Атропатены назначался обычно наследник престола.
В 816—837 годах Азербайджан становится ареной массового антиарабского восстания хуррамитов под предводительством Бабека.
В конце IX века возникает эмират Саджидов со столицей в Тебризе. К 885 году, под началом династии Багратидов, свою независимость восстанавливает и Армянское царство включив в свой состав часть северо-западных территорий области.
|                                                                                    |  | |  |                                                                                      |  |
| Крепость Базз близ Калейбара (Восточный Азербайджан, Иран) — резиденция хуррамитов |  | Армянский монастырь Святого Стефана (IX век) близ города Джульфа в Иранском Азербайджане. Включен в список всемирного наследия ЮНЕСКО |  | Голубая мечеть в Тебризе, построенная по приказу шаха Джахана, правителя Кара-Коюнлу |  |

В середине XI века на территорию Азербайджана вторгаются племена тюрок-огузов — сельджуки, которые в 1054 подчинили, а в 1070 присоединили Азербайджан к своей империи. Это было первое массированное вторжение тюрок в область, до тех пор целиком ираноязычную и говорившую на языке азери — потомке мидийского языка. Тюркские кочевники большими массами обосновались на пастбищах Азербайджана, после чего началась тюркизация местного иранского (азерийского) населения, из ассимиляции которого тюрками к концу XV века сформировалась азербайджанская народность.
С распадом империи Сельджукидов Азербайджаном управляет династия Ильдегизидов с титулом «атабеки Азербайджана», вассальных сельджукскому султану. Эта эпоха (XII век) была временем культурного расцвета. Различные члены династии покровительствовали таким классикам персидской поэзии, как Хагани и Низами. Под покровительством Ильдегизидов работал архитектор Аджеми Нахчивани, воздвигший в Нахичевани, столице государства Ильдегизидов, мавзолей жены атабека Мухаммед Джахан Пехлевана Момине-хатун.
На рубеже 1220—1221 годах в Азербайджан впервые вторгаются монголы (армия Джэбэ и Субутая), подвергшие его опустошению. В 1225 году последний хорезмшах Джалал ад-Дин захватывает Тебриз, таким образом положив конец существованию Государства Ильдегизидов; но в 1231 году его изгоняют оттуда монголы.
При распаде Монгольской империи Азербайджан вместе со всем Ираном достался Хулагу-хану и его потомкам.
С распадом государства Хулагуидов, в середине XIV века, Азербайджан входит в состав государства Джалаиридов (вождей монгольского племени джалаир), сделавших своей столицей Тебриз. В конце того же века Джалаиридов изгоняет Тимур.

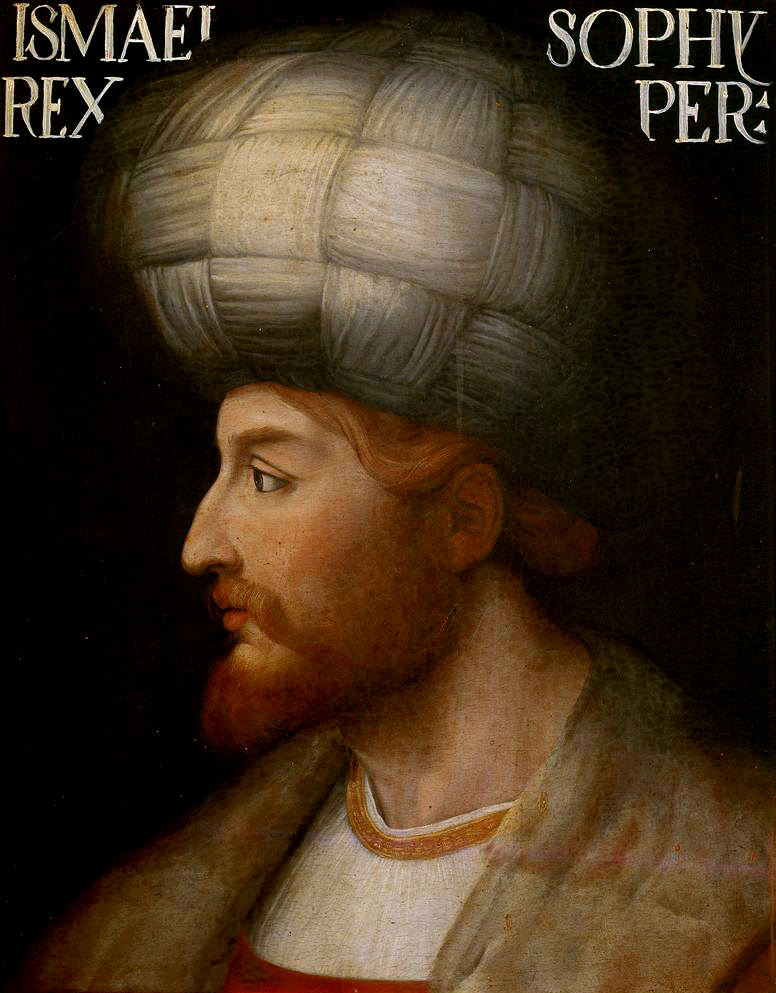
Шах Исмаил — основатель династии Сефевидов

После смерти Тимура Азербайджан достался его сыну Миран-шаху, который, однако, вскоре погиб (1408) в борьбе с джалаиридом Ахмадом и его союзником тюрком Кара-Юсуфом (Кара-Коюнлу); государство Джалаиридов было восстановлено, но уже через год Кара-Юсуф убивает Ахмеда Джалаира и сам воцаряется в Тебризе. На протяжении последующих полутораста лет Тебриз был столицей государств Кара-Коюнлу, Ак-Коюнлу и Исмаила I Сефевида, восстановившего единство Ирана; при его сыне, столица Ирана была перенесена из Тебриза в Казвин (а впоследствии в Исфахан).
Эта эпоха (после монгольского нашествия) была временем полного господства в регионе тюрков, которые частично смешались с местным населением. Важной датой в этом отношении является 1514 г. — год победы турок над шахом Исмаилом при Чалдыране. После Чалдыранской битвы сунниты-турки захватили значительную часть Армянского нагорья, изгнав оттуда шиитские тюркские племена, которые, в свою очередь, сгруппировались в Азербайджане и сыграли роль буфера от турецкой экспансии на восток.
Тюркский язык, наряду с персидским, был в это время официальным языком Ирана вплоть до конца XVI века, то есть до централизации и иранизации управления, проведённой Аббасом I. В ту же эпоху значительного развития достигает поэзия на тюркском (азербайджанском) языке, одним из классиков которой был шах Исмаил I, основатель династии Сефевидов.
C XI века вплоть до низвержения династии Каджаров в начале XX века политическое руководство в Иране было преимущественно тюркским. Тюркский и персидский культурный элемент влиял на этнический характер правителей и культурное развитие страны. В большую часть этого периода истории, большинство столиц Ирана находились в Иранском Азербайджане, а Тебриз с XV века по 1920 год оставался главным коммерческим центром Ирана.

## География

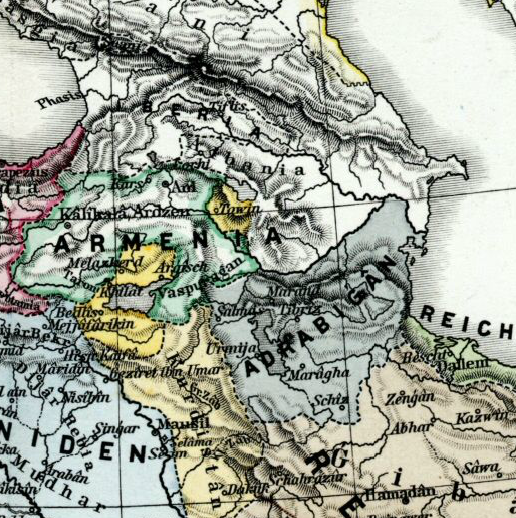
Азербайджан на «Карте исламских стран эпохи Буидов» 1877 года, составленной на основе сочинения Ибн Хордадбеха

До 1918 года (провозглашения Азербайджанской Демократической Республики на территориях Восточного и Южного Закавказья) под Азербайджаном понималась прежде всего территория вокруг озера Урмия, некогда занимаемая Атропатеной, к югу от реки Аракс.
Историческим центром Азербайджана всегда являлась горная территория к востоку от озера Урмия. В средние века арабский историк, географ и путешественник X века Аль-Масуди отмечал, что территория, к которой применялся топоним Азербайджан, расширялась и севернее Аракса. Муганскую степь на северо-востоке включал в Азербайджан также Ибн Хордадбех, но не включали другие географы. Ибн аль-Факих называет местность Вартан на реке Аракс самой северной точкой Азербайджана. Таким образом, в период ранней арабской географии Азербайджан охватывал в основном северо-западную часть Иранского плато, а его пределы не сильно отличались от нынешних северных границ Ирана. В любом случае, со стороны низменных территорий Закавказья область едва превышала русло Аракса. Известный российский востоковед Вл. Бартольд отмечает, что Аракс являлся границей между Азербайджаном и Арраном. Согласно британскому антропологу Ричарду Тапперу область Мугань расположена в историческом Азербайджане.
В сочинении «Нузхат ал-кулуб» Хамдаллаха Казвини (XIV век) Нахичевань и Ордубад на левом берегу реки Аракс указываются в Азербайджане.

### Новое время
При Сефевидах, на некоторое время, с целью получения налоговых доходов, определённые земли к северу от Аракса были присоединены к провинции Азербайджан. Согласно энциклопедии «Ираника», термин «Азербайджан» при Сефевидах (XVI—XVII вв.) использовался для обозначения некоторых территорий к северу от Аракса, административно подчинявшихся наместникам провинции Азербайджан, но после падения Сефевидов постепенно вышел из употребления в этом смысле; азербайджанские авторы XIX века из России (Мирза Адигезаль-бек и Мирза Джамал Джеваншир) употребляют его только в отношении земель к югу от Аракса. В период Сефевидов, по мнению М. Аткин, название «Азербайджан» применялось ко всем мусульманским ханствам Восточного Кавказа, а также области к югу от реки Аракс. В документах, написанных на русском языке, области к северу от реки Аракс (земли Шеки, Ганджи, Шуши, Нахичевана, Шемахи, Баку) впервые названы Азербайджаном в составленном в 1786 году полковником Степаном Бурнашевым при составлении описания политического состояния данного региона.

## Топонимика
В 1918 году название географической и исторической области «Азербайджан» было использовано в качестве официального названия государства. Персия подозревала новую республику в посягательствах на все земли области Азербайджан. Правительство Азербайджанской Демократической Республики использовало термин «Кавказский Азербайджан» в своих документах для обращения за рубежом, чтобы развеять иранские опасения.